# داگ فارگور
داگ فارگور (انگلیسی: Doug Farquhar; ۱۱ ژوئن ۱۹۲۱ – ۲۰ فوریهٔ ۲۰۰۵) فوتبالیست اهل ایالات متحده آمریکا بود.
از باشگاه‌هایی که در آن بازی کرده‌است می‌توان به باشگاه فوتبال آرسنال، باشگاه فوتبال ریدینگ، باشگاه فوتبال بدفورد تاون، و تیم ملی فوتبال ایالات متحده آمریکا اشاره کرد.
وی همچنین در تیم ملی فوتبال آمریکا بازی کرده‌است.